# 山西縣
山西县（越南语：／）是越南广义省下辖的一个县。面积382.2平方千米，2019年总人口23190人。

## 地理
山西县东和东南接山河县；西南接崑嵩省公伯陇县；西北接广南省南茶眉县；北接茶蓬县。

## 历史
2008年12月23日，山容社析置山隆社，山务社析置山连社，山新社析置山牟社。

## 行政区划
山西县下辖9社，县莅山容社。
- 山布社（Xã Sơn Bua）
- 山容社（Xã Sơn Dung）
- 山立社（Xã Sơn Lập）
- 山连社（Xã Sơn Liên）
- 山隆社（Xã Sơn Long）
- 山牟社（Xã Sơn Màu）
- 山务社（Xã Sơn Mùa）
- 山新社（Xã Sơn Tân）
- 山星社（Xã Sơn Tinh）